# جان-لويس بيانكو
جان-لويس بيانكو (بالفرنسية: Jean-Louis Bianco) هو سياسي فرنسي، ولد في 12 يناير 1943 بنويي-سور-سين في فرنسا. حزبياً، نشط في الحزب الاشتراكي.

## مناصب
- انتخب General secretary of the Presidency of the Republic  [لغات أخرى]‏ (29 يونيو 1982 – 15 مايو 1991).
- انتخب رئيس المجلس العام  [لغات أخرى]‏ (27 مارس 1998 – 1 أكتوبر 2012).
- انتخب نائب فرنسي عن دائرة Alpes-de-Haute-Provence's 1st constituency [الإنجليزية]‏ خلال فترته النيابية [الإنجليزية]‏ (20 يونيو 2007 – 19 يونيو 2012).
- انتخب عضو المجلس العام  [لغات أخرى]‏.
- انتخب عضو مجلس جهوي.
- انتخب رئيس بلدية [الإنجليزية]‏ (1995 – 2001).
- انتخب نائب فرنسي عن دائرة Alpes-de-Haute-Provence's 1st constituency [الإنجليزية]‏ خلال فترته النيابية  [لغات أخرى]‏ (19 يونيو 2002 – 19 يونيو 2007).
- انتخب نائب فرنسي عن دائرة Alpes-de-Haute-Provence's 1st constituency [الإنجليزية]‏ خلال فترته النيابية  [لغات أخرى]‏ (12 يونيو 1997 – 18 يونيو 2002).

## وصلات خارجية
- جان-لويس بيانكو على موقع مونزينجر (الألمانية)